# Léon Rosenfeld
Pour les articles homonymes, voir Rosenfeld.
Léon Rosenfeld (14 août 1904 et mort le 23 mars 1974) est un physicien théoricien belge, disciple et ami personnel de Niels Bohr. Il appliqua avec originalité l'électrodynamique quantique à la description de la matière, des radiations et des forces nucléaires et identifia la première molécule interstellaire.

## Biographie
Léon Rosenfeld est né dans une famille juive peu axée sur la religion. Il obtient son doctorat de l'université de Liège (1926), suivi de séjours post-doctoraux à Paris, Göttingen, et enfin Zurich, où il se familiarise avec les travaux d'Heisenberg et Pauli en électrodynamique quantique.
De 1930 à 1940, il est membre de la faculté de Liège, et le plus proche collaborateur de Bohr, faisant de fréquents séjours à Copenhague. Le fruit principal de cette collaboration est leur analyse de la mesurabilité des champs quantiques en électrodynamique quantique, publié en 1933. De 1940 à 1947, il est professeur à l'université d'Utrecht, aux Pays-Bas. De 1947 à 1958, il est directeur du département de physique théorique de l'université de Manchester, en Angleterre. De 1958 jusqu'à sa mort en 1974, il occupe une chaire au « Nordita », l'institut nordique de physique théorique crée en 1957 sur l'initiative de Bohr, et installé à Copenhague, au Danemark.
Il obtient le prix Francqui en 1949.
Sa fille est l'archéologue Andrée Rosenfeld.